# Wiens spårväg

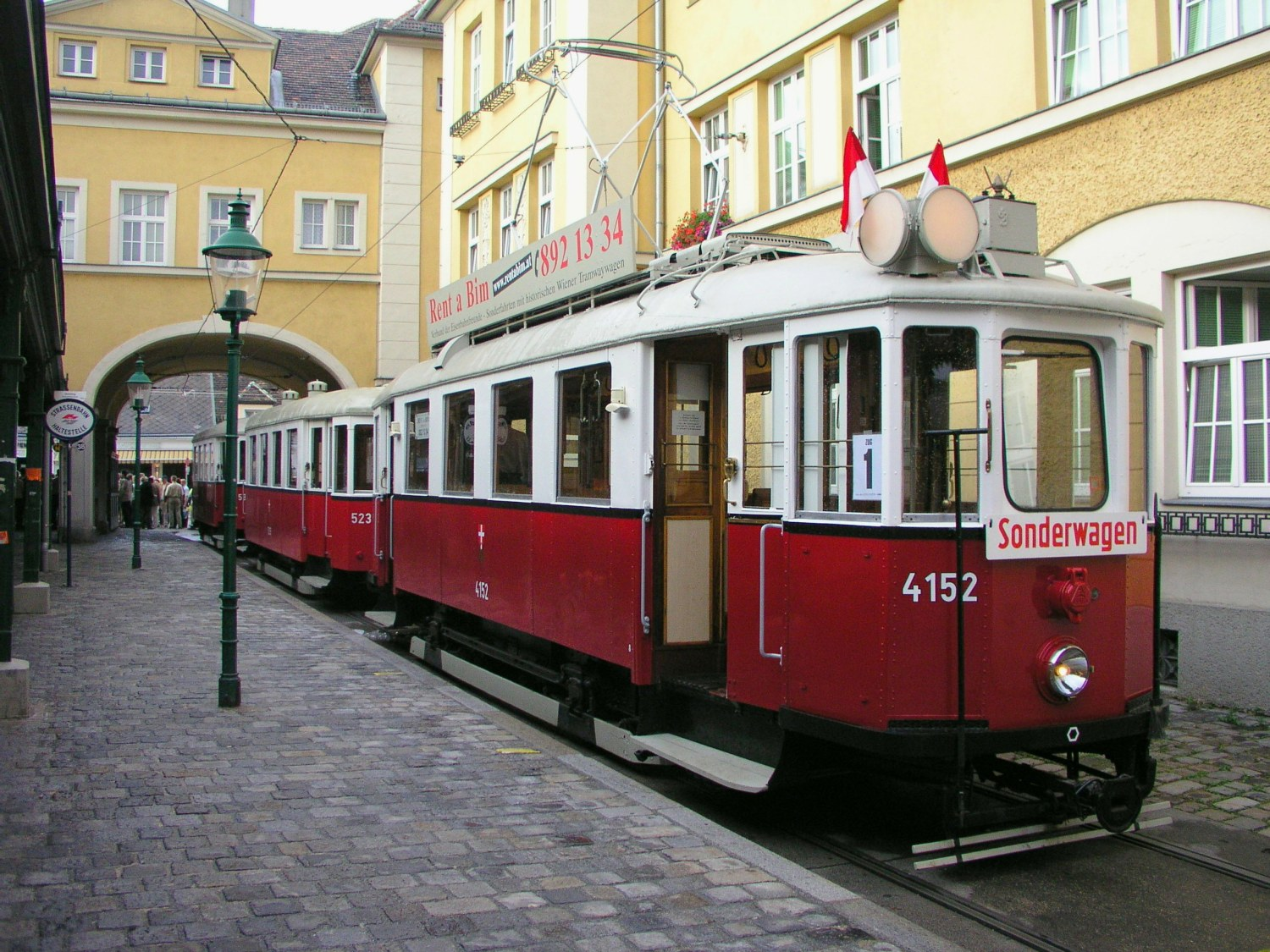
Äldre Wienspårvagn typ M

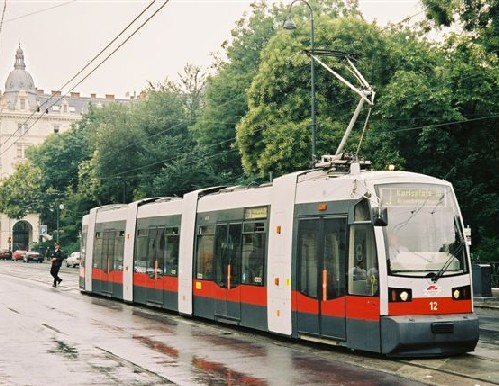
Låggolvsspårvagn av modell Siemens ULF

Wiens spårväg är ett spårvägssystem i Österrikes huvudstad Wien. Det är ett 181 km långt spårvägsnät, vilket gör nätet till ett av världens största system.
Spårvägen ägs och drivs av Wiener Linien GmbH & Co KG som ägs av staden Wien genom dess tekniska verk.

## Bakgrund
Spårvagnarna, då hästdragna, började trafikera Wiens gator så tidigt som 1865.
Till skillnad från många andra städer så tog man inte bort spårvagnarna helt när biltrafiken ökade på 1950- och 1960-talet och då Wiens tunnelbana togs i drift. Endast mindre sträckor har lagts ner genom åren. En bit av tunnelbanan U2:s tunnel trafikerades tidigare av spårvagnar men har nu ersatts av tunnelbanetrafik. Det fanns planer på att ersätta spårvagnarna med buss och tunnelbana på 1950-talet. Dessa planer fullföljdes aldrig, däremot ersattes några linjer. Idag har man ett spårvägsnät som är ett komplement till bussar och tunnelbana. 

## Vagnpark
Större delen av spårvagnsflottan, 300 av sammanlagt omkring 440, är låggolvsspårvagnar av modell Siemens ULF.

## Linjer
| Wiens 29 spårvägslinjer | Wiens 29 spårvägslinjer                                    |
| Linje                   | Sträcka                                                    |
| ----------------------- | ---------------------------------------------------------- |
| D                       | Hauptbahnhof Ost – Nußdorf, Beethovengang                  |
| O                       | Raxstraße, Rudolfshügelgasse – Praterstern                 |
| 1                       | Prater, Hauptalle – Stefan-Fadinger-Platz                  |
| 2                       | Ottakringer Straße, Erdbrustgasse – Friedrich-Engels-Platz |
| 5                       | Praterstern – Westbahnhof                                  |
| 6                       | Burggasse-Stadthalle – Kaiserebersdorf, Zinnergasse        |
| 9                       | Gersthof, Wallrißstraße – Westbahnhof                      |
| 10                      | Dornbach, Güpferlingstraße – Hietzing, Kennedybrücke       |
| 18                      | Burggasse, Stadthalle – Schlachthausgasse                  |
| 25                      | Aspern, Oberdorfstraße – Floridsdorf                       |
| 26                      | Hausfeldstraße – Strebersdorf, Edmund-Hawranek-Platz       |
| 30                      | Floridsdorf – Stammersdorf                                 |
| 31                      | Schottenring – Stammersdorf                                |
| 33                      | Josefstädter Straße – Friedrich-Engels-Platz               |
| 37                      | Schottentor – Hohe Warte                                   |
| 38                      | Schottentor – Grinzing                                     |
| 40                      | Schottentor – Gersthof, Herbeckstraße                      |
| 41                      | Schottentor – Pötzleinsdorf                                |
| 42                      | Schottentor – Antonigasse                                  |
| 43                      | Schottentor – Neuwaldegg                                   |
| 44                      | Schottentor – Dornbach, Güpferlingstraße                   |
| 46                      | Dr.-Karl-Renner-Ring – Joachimsthalerplatz                 |
| 49                      | Dr.-Karl-Renner-Ring – Hütteldorf, Bujattigasse            |
| 52                      | Westbahnhof – Baumgarten                                   |
| 58                      | Westbahnhof – Unter-St.-Veit, Hummelgasse                  |
| 60                      | Hietzing, Kennedybrücke – Rodaun                           |
| 62                      | Kärntner Ring, Oper – Lainz, Wolkersbergenstraße           |
| 67                      | Otto-Probst-Platz – Oberlaa, Therme Wien                   |
| 71                      | Börsegasse, Wipplingerstraße – Zentralfriedhof, 3. Tor     |

## Galleri

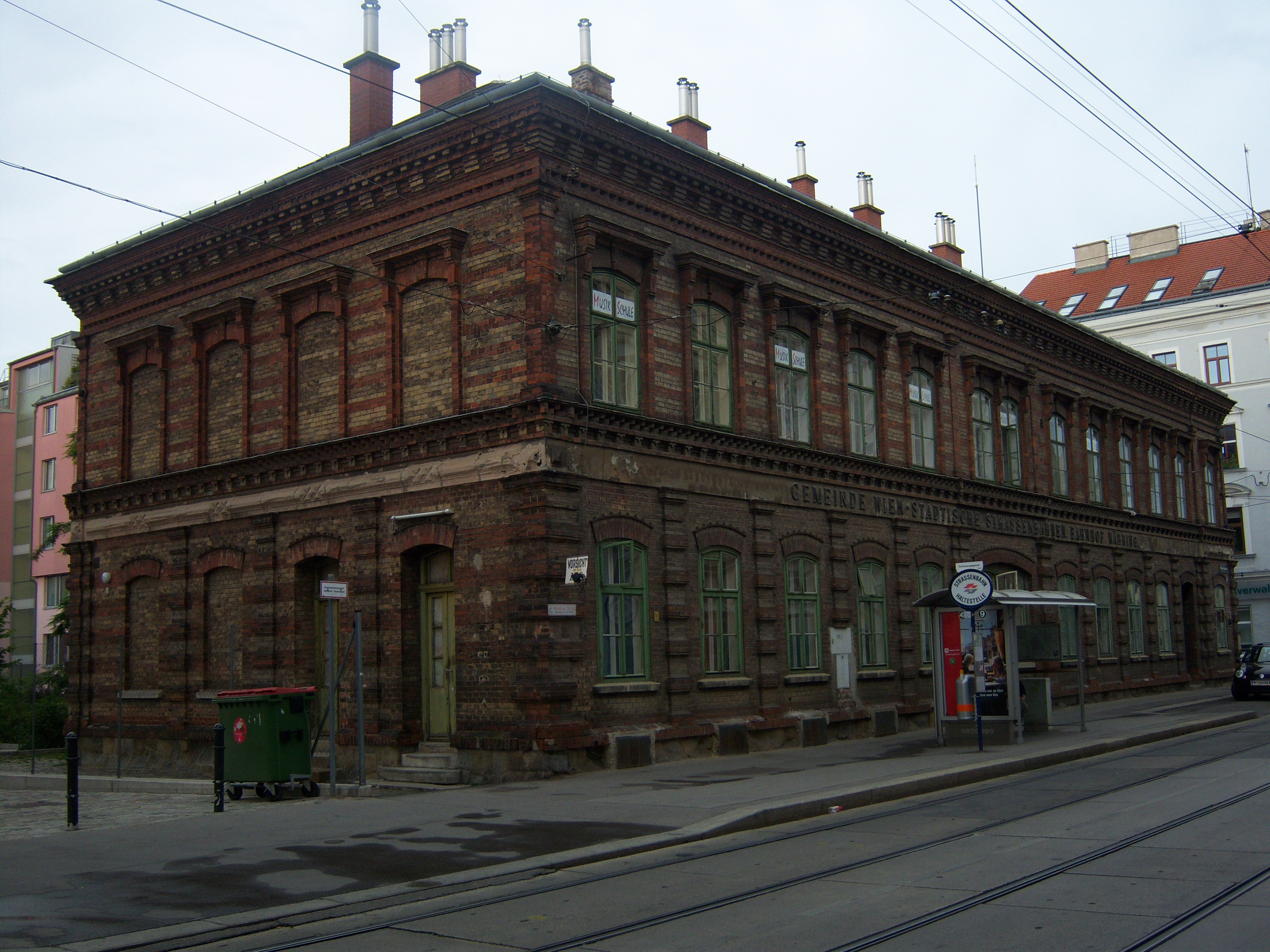
Typisk hållplats i gatumiljö på en mindre gata utanför den tidigare vagnhallen i stadsdelen Währing.
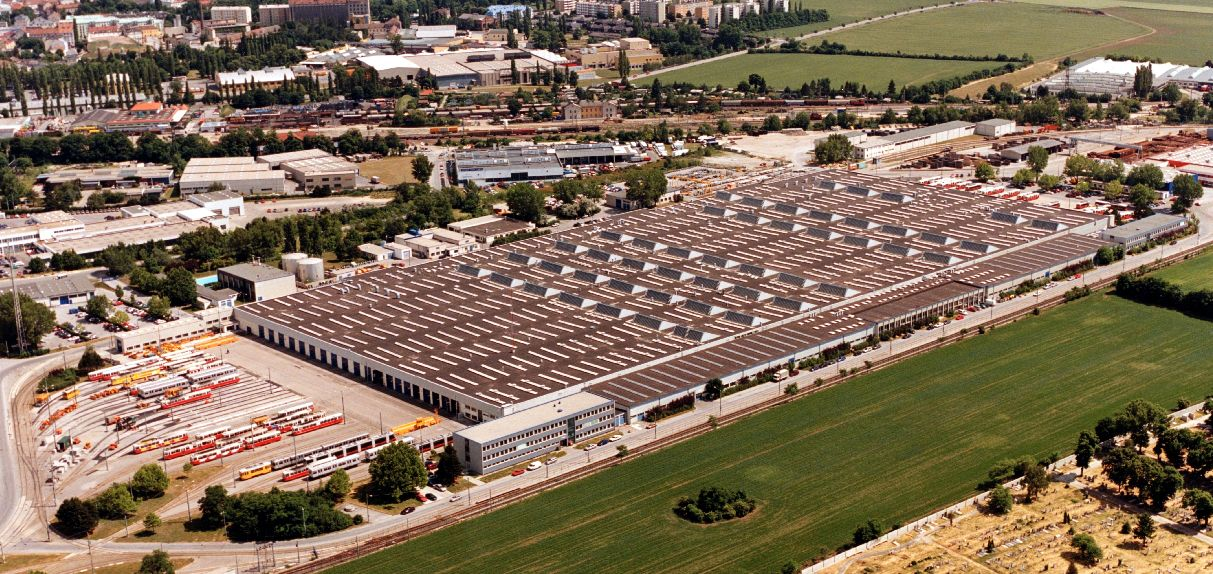
Flygfoto över huvudverkstaden i Simmering från 2004.
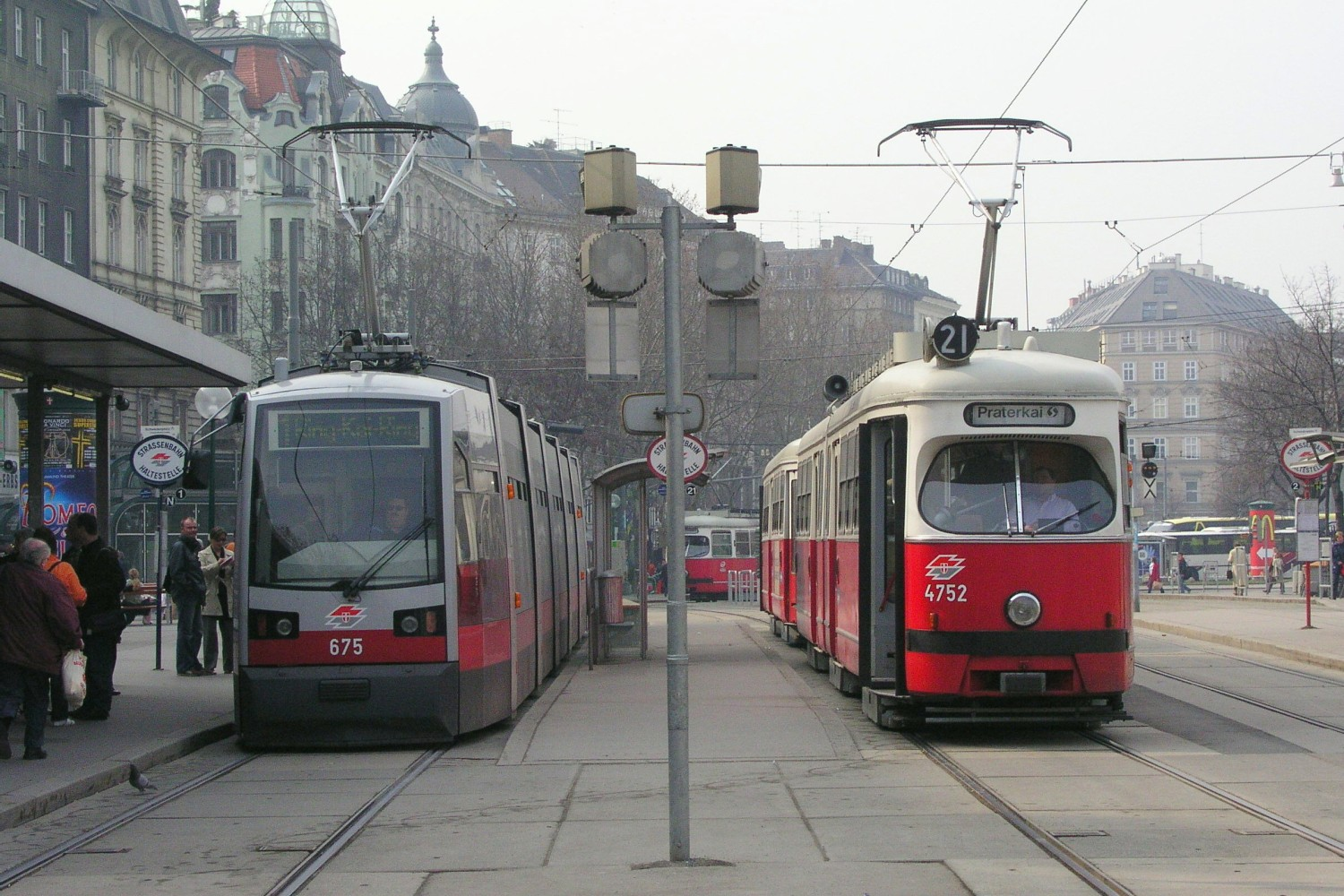
Spårvagnar modell Siemens ULF och typ E på Schwedenplatz.
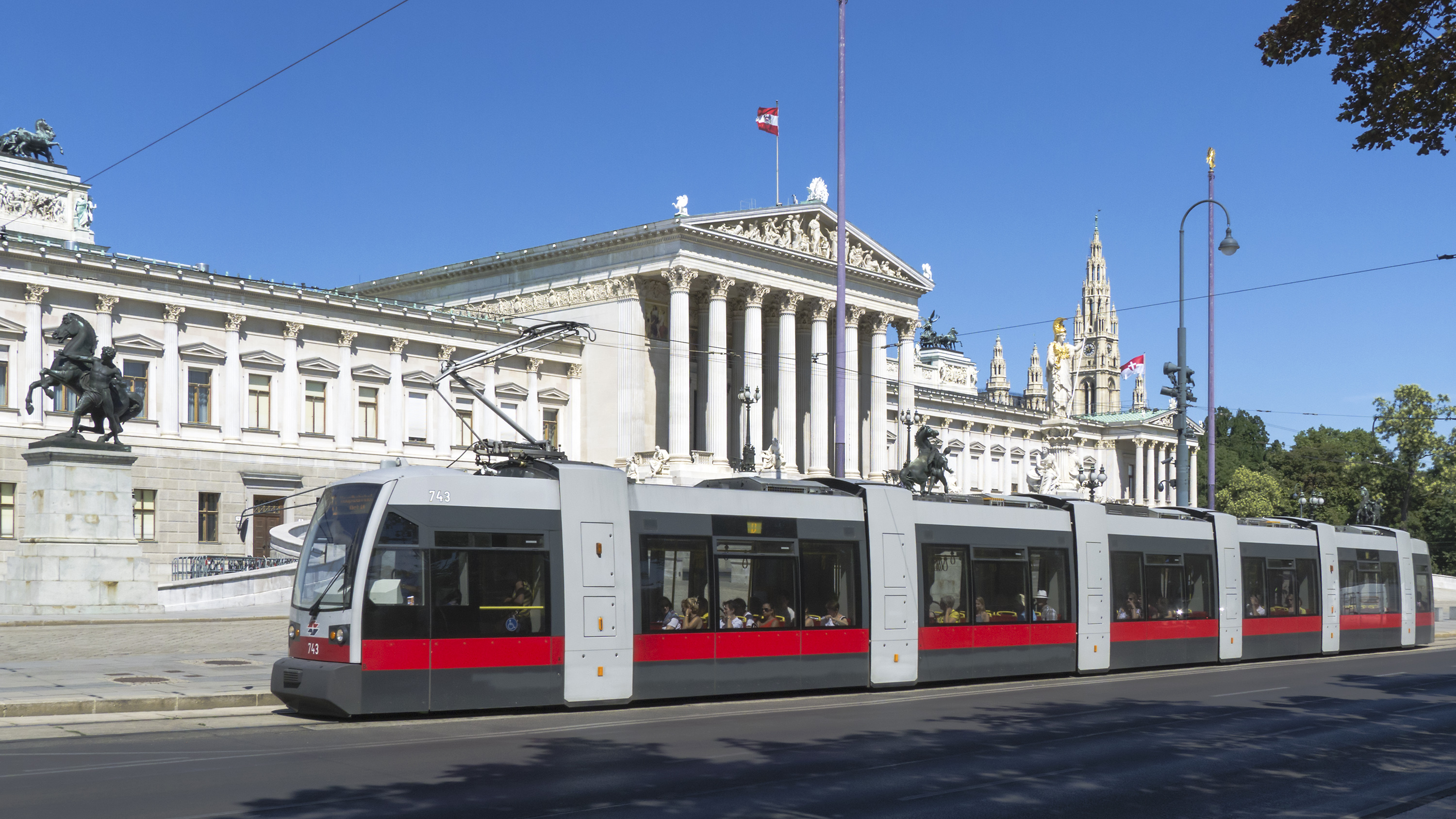
En ULF utanför Parlamentsgebäude på Ringstraße.
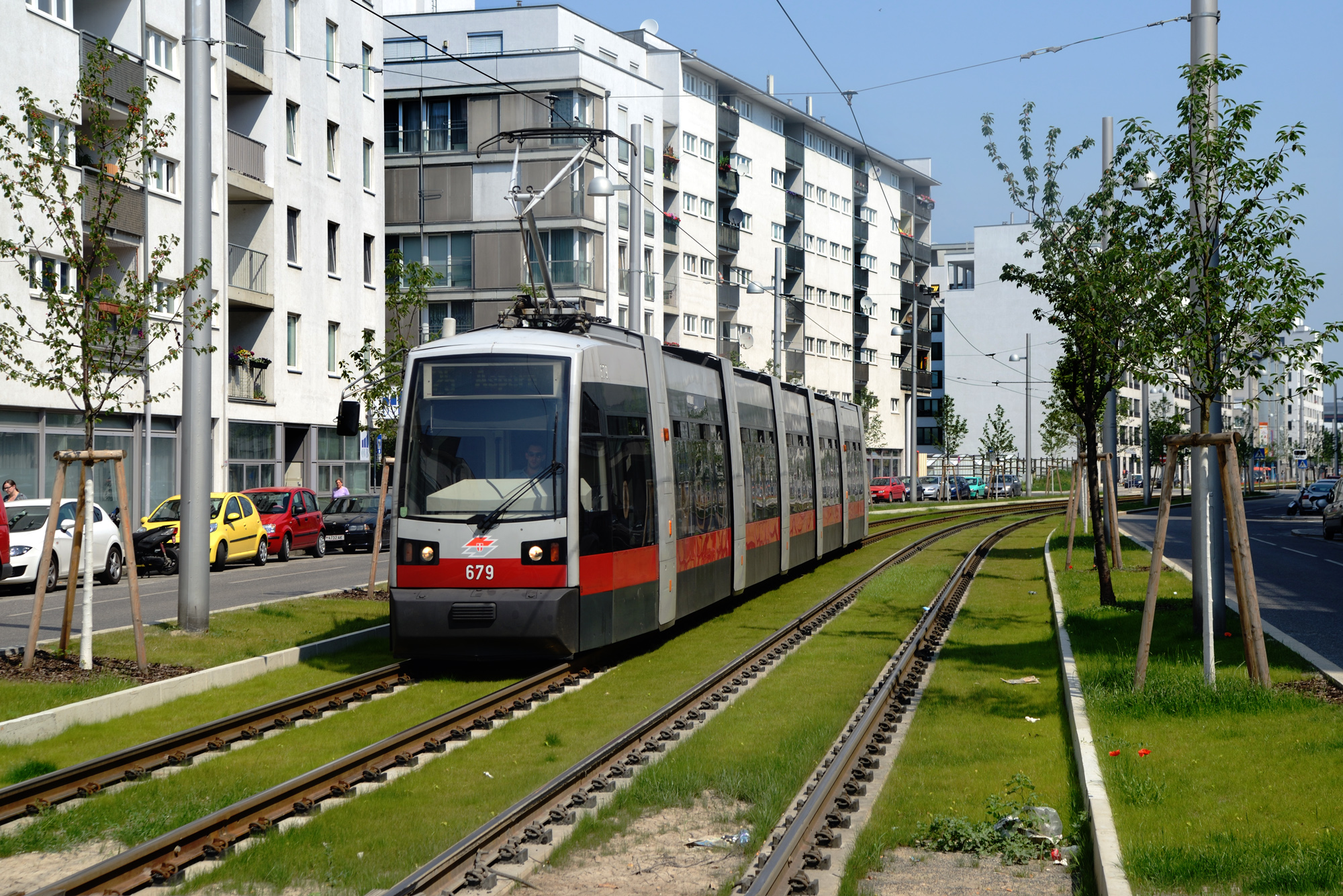
En ULF på Tokiostrasse, 2013.
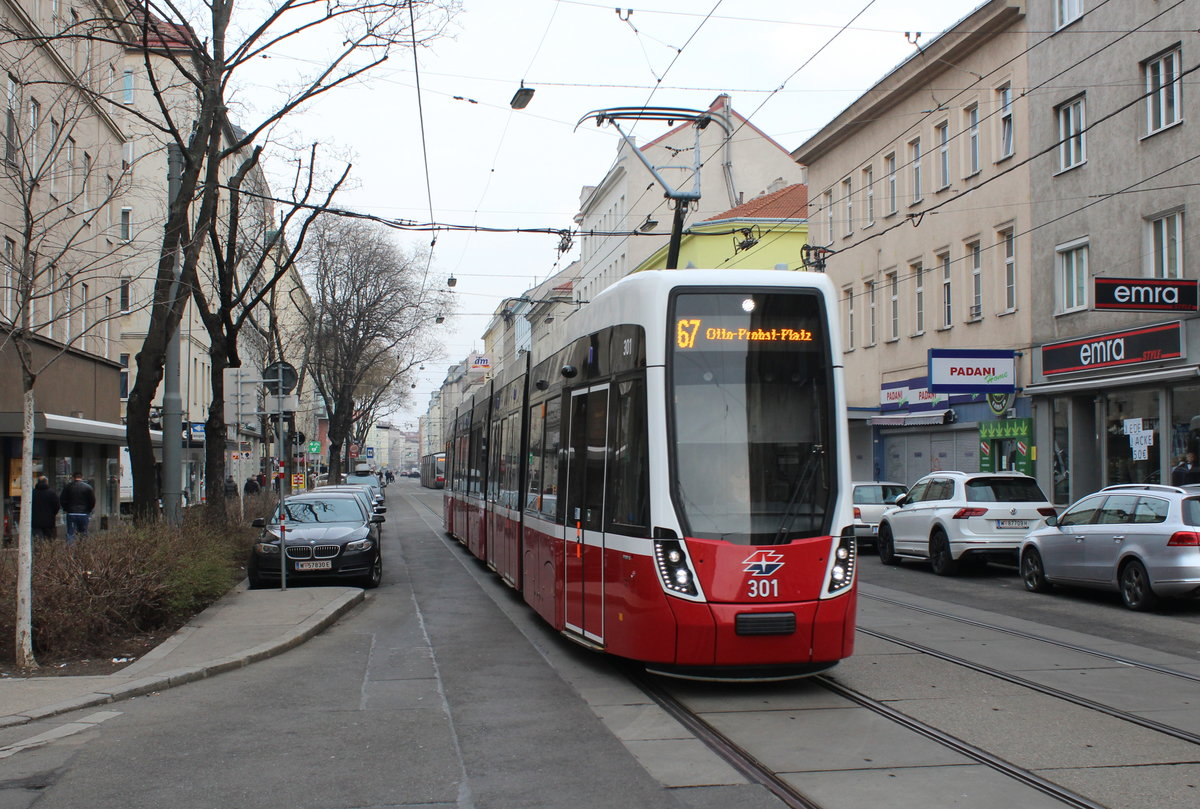
En spårvagn av den senaste typen, Bombardier Flexity Wien, på Quellenstraße 2019.